# Langenholzen
Langenholzen ist ein nordöstlich gelegener Ortsteil der Stadt Alfeld (Leine) im Landkreis Hildesheim in Niedersachsen. Durch den Ort führt die L 485 und verbindet diesen mit dem Stadtzentrum.

## Geografie
Der Ort liegt im Warnetal zwischen den Sieben Bergen und dem Sackwald in der Sackmulde.

## Geschichte
Erste urkundliche Erwähnung findet der Ort im Jahr 1205, zu dieser Zeit noch als „Holtensen“. Er entstand als planmäßig besiedeltes Hägerdorf, in welchem die zugewiesenen Hofstellen durch Hecken (Hägen) abgeteilt wurden.
Im Zuge der Gebiets- und Verwaltungsreform hat Langenholzen am 1. März 1974 seine Selbständigkeit verloren und ist seitdem ein Ortsteil der Stadt Alfeld (Leine).
Im Jahr 2005 fand gemeinsam mit der Nachbargemeinde Sack (Alfeld) die 800-Jahr-Feier statt.

## Politik

### Ortsrat
Der gemeinsame Ortsrat von Langenholzen und Sack setzt sich aus drei Ratsfrauen und zwei Ratsherren folgender Parteien zusammen:
- SPD: 3 Sitze
- CDU: 1 Sitz
- Bürgerliste Alfeld BAL: 1 Sitz

(Stand: Kommunalwahl 11. September 2016)

### Ortsbürgermeisterin
Die Ortsbürgermeisterin von Langenholzen und Sack ist Sabine Voshage-Schlimme. Ihre Stellvertreter sind Peter Almstedt (SPD) und Claudia Richter (CDU).

### Wappen
Der Gemeinde wurde das Kommunalwappen am 8. Februar 1935 durch das Preußische Staatsministerium verliehen. Der Landrat aus Alfeld überreichte es am 21. Februar desselben Jahres.
| Wappen von Langenholzen | Blasonierung: „Auf Blau über silbernen Wellenfluss übereinander drei silberne Bachforellen mit goldenen Flossen, von denen die oberste und unterste nach rechts, die mittlere nach links schwimmt.“ |
| Wappen von Langenholzen | Wappenbegründung: In Langenholzen, wo die Fischerei schon 1237 erwähnt wird, ist der Forellenfang in dem die Ortschaft durchströmenden Warnebach seit alten Zeiten bei jung und alt gang und gäbe. Das an diese Tatsache anknüpfende Wappen ist angelehnt an das 1667 datierte Wappen der alteingesessenen Sippe Fischer in einem Fenster der Kirche zu Langenholzen. |

## Kultur und Sehenswürdigkeiten

### Bauwerke
- Die St.-Bonifatius-Kirche entstand im 12. Jahrhundert zunächst aus einem Wehrturm, dem um 1300 das Langschiff hinzugefügt wurde. Ihre erste Erwähnung findet die Kirche im Jahr 1205.

### Museen
- In Langenholzen befindet sich das „Alfelder Schnarchmuseum“.[7]